# Maloy
Maloy és una població dels Estats Units a l'estat d'Iowa. Segons el cens del 2000 tenia 28 habitants.

## Demografia
Segons el cens del 2000, Maloy tenia 28 habitants, 10 habitatges, i 7 famílies. La densitat de població era de 17,4 habitants/km².
Dels 10 habitatges en un 50% hi vivien nens de menys de 18 anys, en un 50% hi vivien parelles casades, en un 10% dones solteres, i en un 30% no eren unitats familiars. En el 20% dels habitatges hi vivien persones soles el 10% de les quals corresponia a persones de 65 anys o més que vivien soles. El nombre mitjà de persones vivint en cada habitatge era de 2,8 i el nombre mitjà de persones que vivien en cada família era de 3,29.
Per edats la població es repartia de la següent manera: un 32,1% tenia menys de 18 anys, un 7,1% entre 18 i 24, un 28,6% entre 25 i 44, un 14,3% de 45 a 60 i un 17,9% 65 anys o més.
L'edat mediana era de 36 anys. Per cada 100 dones de 18 o més anys hi havia 90 homes.
Entorn del 50% de les famílies i el 42,9% de la població estaven per davall del llindar de pobresa.

## Poblacions més properes
El següent diagrama mostra les poblacions més properes.